# Biblioteka Wyższego Seminarium Duchownego Metropolii Warmińskiej Hosianum
Biblioteka Wyższego Seminarium Duchownego Metropolii Warmińskiej „Hosianum” i Wydziału Teologii Uniwersytetu Warmińsko-Mazurskiego – biblioteka o profilu naukowym w Olsztynie funkcjonująca przy Wyższym Seminarium Duchownym Metropolii Warmińskiej „Hosianum”. W ramach biblioteki funkcjonuje również Biblioteka Wydziału Teologii Uniwersytetu Warmińsko-Mazurskiego.
Biblioteka przynależy do Federacji Bibliotek Kościelnych „Fides”.

## Historia
Biblioteka istnieje od 1565 r.. Pierwszy zbiór składał się z 300 tomów. W czasie potopu szwedzkiego (właśc. V. wojny polsko-szwedzkiej 1626-1629) biblioteka straciła 2,6 tys. woluminów. Wywiezione wówczas księgi znajdują się w większości na Uniwersytecie w Uppsali. Kolejne straty biblioteka poniosła podczas przejścia przez tereny Warmii wojsk radzieckich w 1945. W wyniku pożaru budynku seminarium oraz biblioteki spłonęło lub zaginęło 45 tys. woluminów. 
Po 1945 biblioteka została reaktywowana. W 1949 biblioteka została przeniesiona z Braniewa do gmachów seminarium w Olsztynie. Zawiera księgozbiory przeniesione z dawnych bibliotek kościelnych z Fromborka, Dobrego Miasta, Braniewa, Reszla i Ornety.

## Zbiory
W 2015 roku zbiory Biblioteki obejmowały 330 inkunabułów (największy zbiór w Polsce północno-wschodniej), 1563 druki z XVI w. oraz ponad 7000 druków z XVII-XVIII w. (niektóre ze starodruków były własnością Mikołaja Kopernika, jego wuja Łukasza Watzenrodego, a także Jana Dantyszka czy Jana Stefana Wydżgi), 146 631 druków nowszych, 96 172 czasopism, co daje łącznie bibliotece seminaryjnej 250 745 jednostek. Są one sukcesywnie digitalizowane.
Ze zbiorów biblioteki korzystają alumni WSDMW „Hosianum”, studenci teologii UWM oraz studenci i pracownicy naukowi innych ośrodków dydaktyczno-naukowych, instytutów, muzeów, redakcji i wydawnictw z Polski, a także Niemiec i Austrii.
Wybrane pozycje o szczególnej wartości kulturowo-historycznej
- „Księga sentencji”, Piotr Lombard, ok. 1150[1]
- „Sermones quadragesimales de poenitentia”, Robertus Caracciolus, 1475
- „Historia zdobycia Troi”, 1480[2][3][1]
- „Sermones de tempore et de sanctis”, Bonawentura, 1481
- „Sermones Thesauri novi de tempore”, Petrus de Palude, Sztrasburg 1486
- „Peregrinatio in Terram Sanctam”, Bernarda de Breidenbacha[5], 1486
- „Breviarium Warmiense”, 1494 (zawierający odpis Nicolai Copernici: Ad latitudinem Regionis LIIII graduum)[3]
- dekrety papieża Grzegorza IX, Paryż 1511 (zbiór norm prawa kanonicznego oparty na decyzjach soborów i listach papieskich ogłoszone w 1234 r. - do 1918 r. najważniejsze źródło prawa kościelnego[2])
- „Suma Teologiczna”, św. Tomasza z Akwinu, 1512[2]
- słownik łaciński z dodatkami greki Ambrożego Calepinusa, Bazylea 1562[2]
- „Onomasticon propriorum nominum”, Konrad Gesner, Bazylea 1562[2]
- „Theatrum Orbis Terrarum”, Abrahama Orteliusa, 1592 (atlas zawierający mapę Polski z 1570)[1]
- „Pielgrzymka do Ziemi Świętej”, Mikołaj Radziwiłł[3], ok. 1595
- „Agenda Parva”, 1622 (księga liturgiczna opracowana dla księży pracujących na terenie Liwonii, najstarszy druk zawierający tekst w języku estońskim[3])
- różne dzieła świętych Augustyna i Tomasza z Akwinu[2]
- różne dzieła z astronomii, w tym autorstwa Ptolemeusza[1]
- zbiór XVI-wiecznych druków autorstwa historyków i teologów włoskich i niemieckich żyjących na przełomie XV i XVI w., w tym Johannesa Cochlaeusa[2]
- zbiory muzyczne, w tym partytury dzieł operowych czy oratoryjno-kantatowych pochodzących z Królewca[3]